# Dániel Vadnai
Dániel Vadnai (Budapest, 19 febbraio 1988) è un calciatore ungherese, difensore svincolato.

## Palmarès

### Club

#### Competizioni nazionali
- Campionato ungherese: 2

MTK Budapest: 2007-2008
Debrecen: 2013-2014
- Supercoppa d'Ungheria: 1

MTK Budapest: 2008